# Robert Ingersoll Aitken
Robert Ingersoll Aitken (ur. 8 maja 1878 w San Francisco, Stany Zjednoczone, zm. 3 stycznia 1949 w Nowym Jorku) – amerykański rzeźbiarz i pedagog. Członek National Academy of Design. Na początku XX wieku był symbolem akademickiego konserwatyzmu. Najbardziej znany z grupy rzeźbiarskiej Wolność tronująca, zdobiącej zachodni fronton budynku Sądu Najwyższego Stanów Zjednoczonych.

## Życiorys
Robert Ingersoll Aitken urodził się jako syn Charlesa Hamiltona Aitkena i Katherine Sophii Higgins. Uczęszczał do Mark Hopkins Arts Institute w San Francisco, gdzie studiował rzeźbę pod kierunkiem Douglasa Tildena i rysunek pod kierunkiem Arthura Matthewsa. Mając 18 lat otworzył własne studio w San Francisco. W 1895 roku wyjechał do Paryża, gdzie przebywał 3 miesiące. Pierwszym jego dużym zleceniem był brązowy pomnik Breta Harte'a, wykonany dla San Francisco Bohemian Club, organizacji, która patronowała jego działalności do końca jego życia. W 1896 roku w jej siedzibie miała miejsce pierwsza publiczna wystawa prac Aitkena. W 1901 roku artysta wygrał konkurs na pomnik admirała George'a Deweya, który miał stanąć na Union Square w San Francisco. W latach 1901–1904 Aitken kierował wydziałem rzeźby w Mark Hopkins Arts Institute. W 1905 roku Bohemian Club zorganizował wystawę 53 modeli jego rzeźb. W 1904 roku artysta ponownie wyjechał do Paryża, gdzie przebywał 3 lata. W 1907 roku miał wystawę swoich prac w Salonie. W tym samym roku powrócił do Nowego Jorku. Otworzył własne studio i rozpoczął wykłady w Art Students League of New York. W tym samym roku w National Academy of Design miał swoją pierwszą wystawę; wystawiał swoje prace również kolejnych latach. W 1908 roku powstała jego rzeźba z brązu The Flame (Płomień), która została zaprezentowana na zimowej wystawie w National Academy of Design i za którą artysta otrzymał nagrodę Helen Foster Barnett Prize. Przedstawiająca obejmującą się parę rzeźba, wykazująca wpływ między innymi Auguste'a Rodina należy do najlepszych jego dokonań. W 1912 roku uwagę krytyków zwróciła rzeźba Michelangelo. W 1909 roku Aitken został wybrany na członka stowarzyszonego National Academy of Design, a w 1914 został jej pełnoprawnym członkiem. W latach 1915, 1921 i 1926 był wybierany na 3-letnie kadencje do jej rady; po zakończeniu ostatniej kadencji został wybrany na stanowisko wiceprezesa tej instytucji, na które był wybierany co roku do 1933. Przez kilkanaście lat poczynając od roku 1919 był jednocześnie jej wykładowcą. Ponadto w latach 1920–1922 był prezesem National Sculpture Society, a latach 1921–1923 wiceprezesem National Institute of Arts and Letters.
W 1927 roku Aitken zeznawał w głośnym procesie z udziałem rumuńskiego rzeźbiarza Constantina Brâncușiego, którego abstrakcyjnymi rzeźbami pogardzał, podobnie jak jego koledzy z National Academy of Design. Kiedy awangardowy fotograf Edward Steichen kupił rzeźbę Brâncușiego zatytułowaną Oiseau (Ptak) i próbował wysłać ją do Stanów Zjednoczonych, celnicy odmówili sklasyfikowania jej jako dzieła sztuki i nałożyli na nią większe cło. Kiedy Brâncuși wytoczył proces w tej sprawie, Aitken został wezwany do złożenia zeznań. Podczas wymiany zdań z adwokatem Brâncușiego zademonstrował swoje zdecydowane stanowisko odmawiając uznania będącej przedmiotem sporu rzeźby za dzieło sztuki. To konserwatywne stanowisko w gruncie rzeczy podniosło prestiż Aitkena i przyczyniło się do otrzymania przez niego zlecenia na wykonanie dekoracji rzeźbiarskiej na frontonie budynku Sądu Najwyższego Stanów Zjednoczonych, zbudowanego w latach 1932–1935. Grupa rzeźbiarska dłuta Aitkena została zatytułowana Liberty Enthroned (Wolność tronująca). Jedną z ostatnich prac artysty był zaprojektowany pod koniec życia medal Amor Omnia Vincit (Miłość wszystko zwycięży), znajdujący się w zbiorach Metropolitan Museum of Art.

## Twórczość

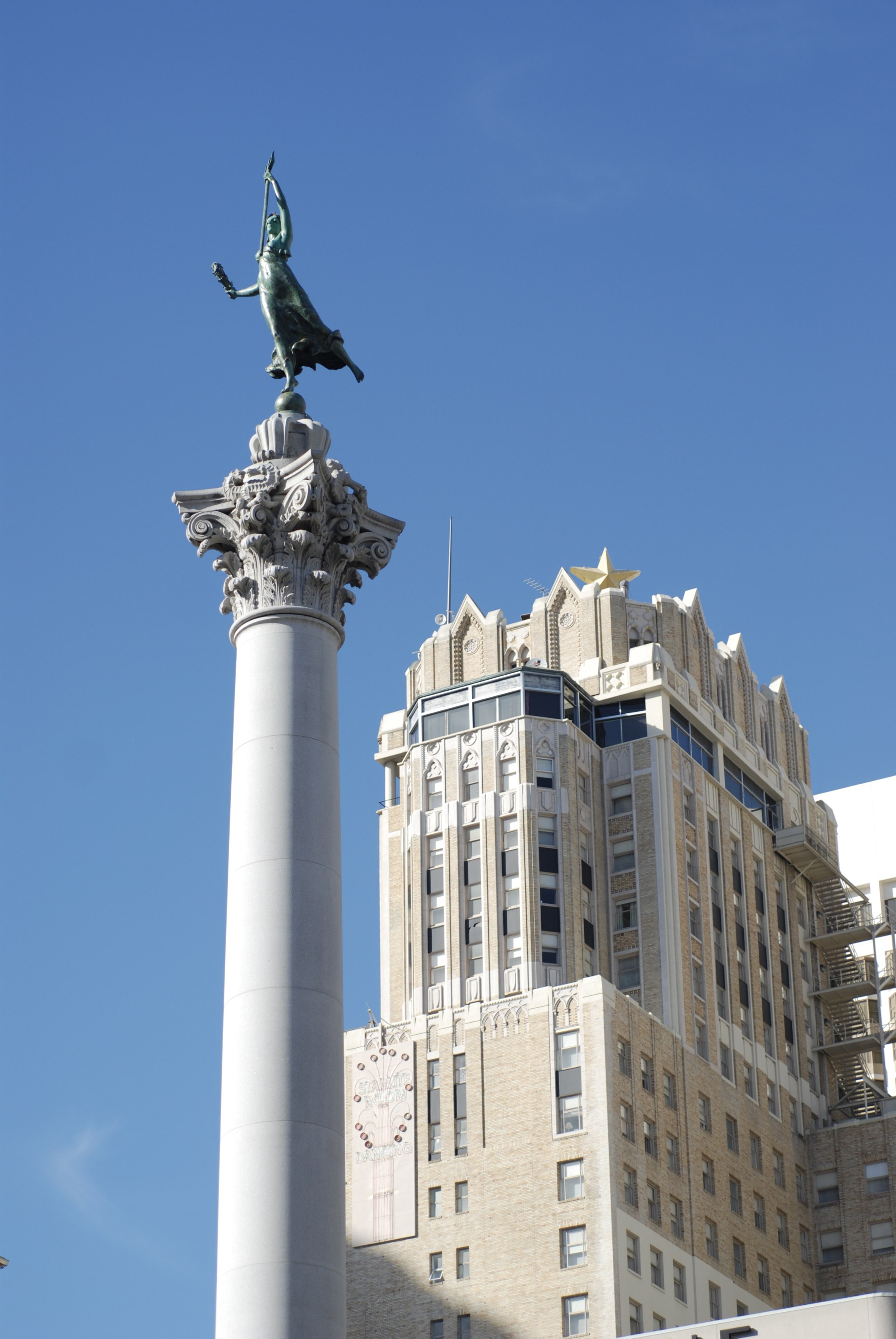
Pomnik admirała Deweya na Union Square w San Francisco (fragment)

Robert Ingersoll Aitken był na początku XX wieku uosobieniem akademickiego konserwatyzmu. W czasie, gdy artyści reprezentujący modernizm rzucili wyzwanie status quo, Aitken pozostał zagorzałym obrońcą klasycznych form, rygorystycznego kształcenia i tradycyjnych instytucji artystycznych. Jego rzeźby wykazują wpływ Michała Anioła i Auguste'a Rodina. Przykładami wczesnych prac Aitkena są: Naval Monument (Pomnik marynarki) na Union Square oraz posąg prezydenta Williama McKinleya w Golden Gate Park, obie w San Francisco. Podczas trzyletniego pobytu w Paryżu Aitken zetknał się z pracami Auguste'a Rodina. Twórczość Aitkena, kładącego nacisk na emocje i złożoność grup figuralnych wykazuje widoczny wpływ francuskiego artysty, czego przykładem jest The Flame (Płomień) z 1908 roku (National Academy of Design). Prace artysty z tego okresu obejmują zarówno niewielkie w skali klasyczne dzieła (drzwi z brązu z mauzoleum Johna W. Gatesa w Woodlawn Cemetery w Nowym Jorku) jak i wielkowymiarowe pomniki publiczne (posągi Science and Great Rivers (Nauka i wielkie rzeki)  w Missouri State Capitol). Aitken wystawił kilka swoich rzeźb w 1915 roku na wystawie Panama-Pacific Exposition zorganizowanej w San Francisco okazji otwarcia Kanału Panamskiego i dla zaakcentowania odbudowy miasta po trzęsieniu ziemi w 1906 roku. Aitken zaprojektował dla potrzeb ekspozycji gigantycznych rozmiarów fontannę symbolizującą pierwiastki: ogień, wodę, ziemię i powietrze, będącą jedną z głównych atrakcji plastycznych wystawy. Artysta wystawił na niej również popiersie byłego prezydenta Williama Tafta.

### Wolność tronująca

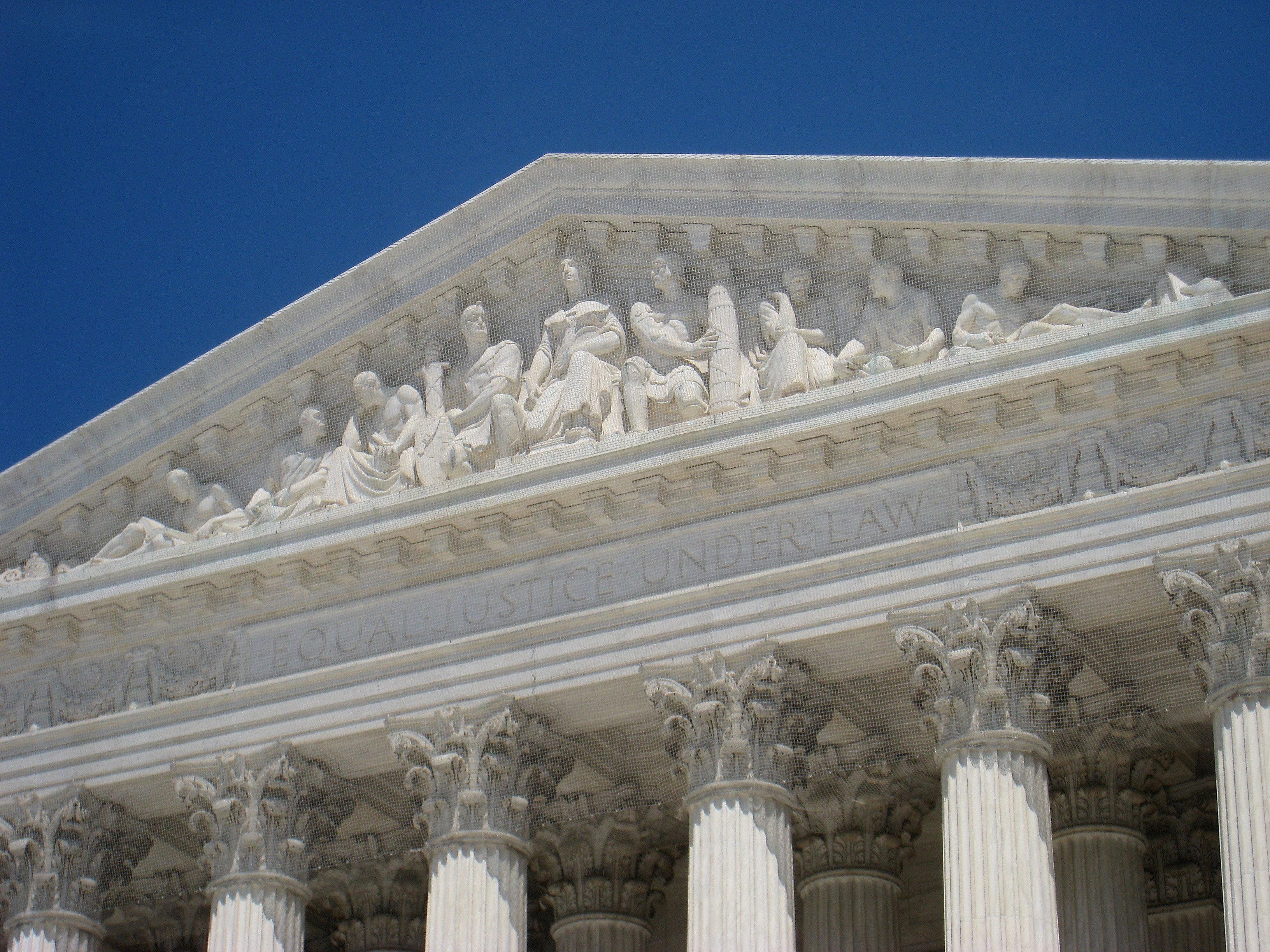
Wolność tronująca (1933)

Najbardziej znanym dziełem Aitkena jest grupa rzeźbiarska Liberty Enthroned (Wolność tronująca) na zachodniej frontonie budynku Sądu Najwyższego Stanów Zjednoczonych. Centralną postacią zespołu jest wyobrażenie Wolności, strzeżonej przez Order (Porządek) i Władzę (Authority) i flankowanej przez Council (Radę) i Research (Dochodzenie).

### Okolicznościowe monety
Aitken był też twórcą okolicznościowych monet o nominale 50 dolarów i pół dolara, zaprojektowanych dla Missouri Centennial Exposition w 1921roku.

## Nagrody i odznaczenia
- Phelan Gold Medal for sculpture;
- 1908 – Helen Foster Barnett Prize (z National Academy of Design)
- 1915 – Gold Medal of Honor for Sculpture (z New York Architectural League);
- 1921 – Elizabeth N. Watrous Gold Medal za model pomnika George'a Rogersa Clarka (University of Virginia, Richmond)[6]

## Zbiory
Zbiory prac Aitkena znajdują się w amerykańskich muzeach, w tym: Metropolitan Museum of Art, Museum of Fine Arts w Bostonie, National Academy of Design Museum i National Portrait Gallery w Waszyngtonie.